# Giovanni Ciccolunghi
Giovanni Ciccolunghi, né le 18 juin 1944, est un homme d'affaires italo-suisse. Il a notamment été le dirigeant de la filière russe d'Adidas.

## Biographie
Après avoir été consultant, il devient dirigeant de la filière russe d'Adidas le 21 octobre 1989 et reste en poste jusqu'en 2001. Pendant son passage dans la marque allemande, il œuvre notamment pour devenir l'équipementier de l’équipe nationale russe de football.
Après son passage pour la marque aux trois bandes, il devient ambassadeur du groupe Robert-Louis Dreyfus en Russie où il gère tous les contacts que RLD a besoin d’établir dans les pays de l’Est. Membre du board de Louis-Dreyfus Holding depuis 2011, il est nommé président de l'Olympique de Marseille en remplacement de Vincent Labrune le 25 juillet 2016. Spécialiste du marketing sportif, Ciccolunghi est nommé pour préparer le club à une vente annoncée pour laquelle des négociations sont en cours avec plusieurs groupes, tous étrangers. 
Le 17 octobre 2016, l’Olympique de Marseille est officiellement vendu à l’homme d’affaires Frank McCourt qui décide de remplacer Giovanni Ciccolunghi par Jacques-Henri Eyraud.